# Wladimirowskoje
Wladimirowskoje (russisch Влади́мировское) ist ein Dorf (selo) in Südrussland. Es gehört zur  Republik Adygeja und hat 94 Einwohner (Stand 2019). Im Ort gibt es 4 Straßen.

## Geographie
Das Dorf im Süden des Giaginski rajon, am rechten Ufer des Flusses Ulka, 5 km südöstlich des Dorfes Kelermesskaja, 15 km südöstlich des Dorfes Giaginskaja und 23 km nordöstlich der Stadt Maikop.